# Mundopa kotoshonis
Mundopa kotoshonis är en insektsart som beskrevs av Matsumura 1914. Mundopa kotoshonis ingår i släktet Mundopa och familjen kilstritar. Inga underarter finns listade i Catalogue of Life.